# José Mario Ruiz Navas
José Mario Ruiz Navas (ur. 20 lipca 1930 w Pujilí, zm. 10 grudnia 2020 tamże) – ekwadorski duchowny rzymskokatolicki, w latach 1989–1994 biskup i 1994–2007 arcybiskup Portoviejo.

## Życiorys
Święcenia kapłańskie przyjął 17 kwietnia 1954. 5 grudnia 1968 został mianowany biskupem Latacunga. Sakrę biskupią otrzymał 12 stycznia 1969. 6 sierpnia 1989 objął rządy w diecezji Portoviejo, a 25 lutego 1994 został podniesiony do rangi arcybiskupa. 6 sierpnia 2007 przeszedł na emeryturę.